# Palast der Jugend und des Sports
Palast der Jugend und des Sports (albanisch: Pallati i Rinisë dhe Sporteve; ehemals Boro-Ramiz) ist eine Mehrzweckhalle in Pristina, Kosovo. Es umfasst zwei Indoor-Arenen, von denen die größere eine Kapazität von 8.000 Zuschauern und die kleinere eine Kapazität von 3.000 Zuschauern hat. Es umfasst auch ein Einkaufszentrum, eine Tiefgarage, zwei Kongresssäle und eine Bibliothek. Das Gebäude misst in seiner Gesamtheit über 10.000 m².

## Geschichte
1975 wurde ein Referendum abgehalten, bei dem die Bürger von Pristina für den Bau eines großen Saales stimmten. Fünf Architekturbüros reichten einen Vorschlag ein, zusätzlich das Architekturinstitut der Fakultät Skopje, das zwei weitere Projekte durchführte. Die Jury entschied sich, den ersten Preis an Živorad Janković zu vergeben, der zusammen mit Halid Muhasilovic und Srecko Espak das Architekturbüro DOM leitete. Der Komplex wurde 1977 fertiggestellt. Ursprünglich hieß es „Boro und Ramiz“ (albanisch: Boro-Ramiz), nach zwei jugoslawischen Partisanen und Volkshelden Jugoslawiens im Zweiten Weltkrieg, Boro Vukmirović und Ramiz Sadiku. Vukmirović war Serbe, während Sadiku Albaner war, nach dem Zweiten Weltkrieg wurden ihre Namen zu einem Symbol für die Brüderlichkeit und Einheit zwischen Serben und Albanern.
Das Gebäude wurde bei einem Brand, der durch eine defekte Elektroinstallation verursacht wurde, am 25. Februar 2000 schwer beschädigt. Es wurde teilweise renoviert, aber die größere Arena und die Kongresshalle sind immer noch nicht in Gebrauch. 
Die Eigentumsverhältnisse an dem Gebäude sind zwischen der Gemeinde Pristina und der kosovarischen Privatisierungsbehörde umstritten.

## Gebäude
Die kleinere Arena wird hauptsächlich von KB Prishtina für Basketball genutzt. Im April 2014 fand hier das Finale der Balkan International Basketball League statt.  Die Arena wird auch für Futsal, Handball, Leichtathletik, Basketball, Volleyball, zahlreiche andere Sportwettbewerbe, verschiedene Konzerte, Ausstellungen, Messen, Tagungen und Kongresse genutzt.
Das Einkaufszentrum verfügt über eine Reihe von Dienstleistungen wie einen gemeinsamen Parkplatz, ein 6D-Kino, ein Wellnesscenter, zahlreiche Restaurants, Cafés und Geschäfte
Das Newborn-Monument befindet sich vor dem Gebäude.